# Awksenti Michailowitsch Gorodnjanski
Awksenti Michailowitsch Gorodnjanski (russisch: Авксентий Михайлович Городнянский, * 3./13. März 1896 im Dorf Taly, heute Bezirk Kantemirowski, Region Woronesch; † 27. Mai 1942 bei Barwenkowo, Raum Charkow) war ein sowjetischer Armeeführer und Generalleutnant.

## Leben

### Frühe Militärkarriere
Gorodnjanski wurde während des Ersten Weltkrieges im August 1915 in die kaiserlich-russische Armee eingezogen und diente nach der Grundausbildung ab November 1915 im 203. Orjoler-Reserve-Bataillon. Er wurde dann zum 419. Atkarsker-Infanterieregiment an der Westfront versetzt und kämpfte ab Juni 1916 beim 501. Sarapuler-Infanterieregiment der 126. Infanterie-Division am rumänischen Kriegsschauplatz, wo er zum Zugführer ernannt wurde. Im August 1917 wurde er verwundet und nach einem Krankenhausaufenthalt kehrte er im September nicht mehr zu seiner Einheit zurück. Am 1. April 1918 meldete er sich freiwillig zum Roten Talowkaer Partisanen-Detachement und wurde bald zum Führer dieser Abteilung gewählt, wonach er gegen die österreichischen und deutschen Invasoren kämpfte.

### In der Roten Armee
Im August 1918 trat er der Roten Armee bei und absolvierte den Orjoler-Infanteriekurs. Er schloss im April 1919 sein Studium ab und trat in das 1. Samara-Jäger-Regiment ein und kämpfte im Bürgerkrieg zunächst als stellvertretender und dann als führender Kompaniechef. Im Juli 1919 wurde sein Regiment bei Orenburg in das 200. Schützen-Regiment der 67. Schützen-Brigade umstrukturiert. Es führte zunächst eine Kompanie und dann ein Bataillon gegen die weiße Uralarmee unter W. S. Tolstow, dann an der Südfront gegen die Weißgardisten unter P. N. Wrangel in Nordtaurien und auf der Krim. Seit 1919 war er Mitglied der RCP und seit 1921 diente er in derselben Brigade in Simferopol. Im Juli 1922 wurde er zum Studium geschickt und absolvierte 1924 die nach der III. Komintern benannten Schieß- und Taktik-Fortbildungskurse „Wystrel“ der Roten Armee. Seit Mai 1924 diente er im 8. Schützen-Regiment der 3. Schützen-Division (Feodosia) und wurde dort Adjutant des Chefs der Regimentsschule, dann stellvertretender Chef der wirtschaftlichen Sektion der Division. Im Januar 1934 wurde er in den Militärbezirk Wolga versetzt und stellvertretender Befehlshaber des 1. Tataren-Schützen-Regiments, ab Juni 1934 befehligte er als Major das 10. Territorial-Schützen-Bataillon des 4. Territorial-Schützenregiments in Ufa. Er wurde im Dezember 1936 zum Oberst befördert und befehligte ab Januar 1937 das 292. Gebirgs-Schützen-Regiment. Im September 1937 wurde er an der Spitze des Regiments von Ufa nach Kamtschatka versetzt und in die Pazifikflotte aufgenommen. Am 21. Januar 1939 wurde er zum Brigadekommandeur ernannt und seit September 1938 kommandierte er die 101. Schützen-Division der selbständigen 2. Rotbannerarmee im Raum Petropawlowsk an der Fernostfront. Am 4. Juni 1940 wurde er zum Generalmajor und im Oktober 1940 zum Kommandeur der 129. Schützen-Division in derselben Armee ernannt.

### Im Vaterländischen Krieg
Zu Beginn des Zweiten Weltkriegs wurde die 129. Division an die Westfront zur 19. Armee verlegt und nahm an der Kesselschlacht bei Smolensk teil. Unter dem Kommando von General A. M. Gorodnjanski führte die 129. Schützen-Division im Verband der 16. Armee mehr als zwei Wochen lang zähe Straßenschlachten in Smolensk. Dafür erhielt Gorodnjanski am 9. August den Leninorden verliehen. Am 31. August 1941 wurde er zum Kommandeur der 13. Armee der Brjansker Front ernannt. Im September nahm an der erfolglosen Roslawl-Nowosybkower Operation teil. Zu Beginn des deutschen Angriffs auf Moskau während der Orjol-Brjansk-Verteidigungsoperation war die 13. Armee am 9. Oktober südlich von Brjansk umzingelt. Dem Kommandeur der Armee gelang es jedoch, die Kontrolle über die Truppen zu behalten, die Verteidigung und den Ausbruch zu organisieren. Unter erheblichen Verlusten, aber unter Beibehaltung der Kampfkraft, durchbrach die 13. Armee am 23. Oktober die Einkreisung und besetzte sofort eine neue Verteidigungslinie zwischen Belew und Lgow. Im November 1941 wurde die 13. Armee der Südwestfront übertragen, wobei sich die Truppen Schritt für Schritt auf die Stadt Jefremow zurückziehen mussten. Anfang Dezember führte General Gorodnjanski die Armee erfolgreich in der Jelezer Operation: Er versammelte aus der Reserve der Südwestfront eine Angriffsgruppe, die die deutsche Verteidigung durchbrach, und die Stadt Jelez befreite. Anfang Januar 1942 wurde er zum Kommandeur der 6. Armee der Südwestfront ernannt und nahm an der Barwenkowo-Losowajaer Operation teil. Am 27. März 1942 wurde er zum Generalleutnant ernannt. Während der Schlacht von Charkow im Mai 1942 durchbrach die 6. Armee unter Gorodnjanski die deutsche Verteidigung und rückte in einigen Tagen in einer Tiefe von 50 km vor. Bald jedoch wurden infolge von Fehleinschätzungen des Oberkommandos der Südwestfront die eigenen Truppen umzingelt und zerschlagen. Nicht in der Lage die Einkreisung zu sprengen, wurde Gorodnjanski zwischen 26. und 27. Mai nach einigen Aussagen beim Ausbruch getötet. Nach anderen Quellen beging er Selbstmord. Er wurde von den Deutschen auf der Orlinojarsker Farm im Bezirk Petrowski der Region Charkow beigesetzt. Nach der Befreiung des Gebiets Charkow wurden die Überreste des Kommandanten ausgegraben und auf dem Puschkin-Friedhof in Charkow beigesetzt.